# Liste der Kulturgüter in Berikon
Die Liste der Kulturgüter in Berikon enthält alle Objekte in der Gemeinde Berikon im Kanton Aargau, die gemäss der Haager Konvention zum Schutz von Kulturgut bei bewaffneten Konflikten, dem Bundesgesetz vom 20. Juni 2014 über den Schutz der Kulturgüter bei bewaffneten Konflikten sowie der Verordnung vom 29. Oktober 2014 über den Schutz der Kulturgüter bei bewaffneten Konflikten unter Schutz stehen.
Objekte der Kategorie A sind im Gemeindegebiet nicht ausgewiesen, Objekte der Kategorie B sind vollständig in der Liste enthalten, Objekte der Kategorie C fehlen zurzeit (Stand: 1. Januar 2023). Unter übrige Baudenkmäler sind weitere geschützte Objekte zu finden, die in der Bau- und Nutzungsordnung der Gemeinde verzeichnet und nicht bereits in der Liste der Kulturgüter enthalten sind.

## Kulturgüter
| Foto |                                                                            | Objekt                                                       | Kat. | Typ | Standort                         | Beschreibung |
| ---- | -------------------------------------------------------------------------- | ------------------------------------------------------------ | ---- | --- | -------------------------------- | --- |
| BW   | Datei hochladen · Wikidata zu Ehemalige Wirtschaft "zur Pinte" (Q29575685) | Ehemalige Wirtschaft zur Pinte KGS-Nr.: 15204                | B    | G   | Schulstrasse 11 670573 / 244946  | Im Jahr 1794 errichteter Riegelbau mit angebauter Scheune und mächtigem Satteldach. Repräsentativstes Beispiel des Zürcher Weinbauernhauses im Aargau. |
| ja   | Datei hochladen · Wikidata zu Römisch-katholische Pfarrkirche (Q29575689)  | Römisch-katholische Pfarrkirche St. Mauritius KGS-Nr.: 15205 | B    | G   | Oberwilerstrasse 670588 / 244755 | Neugotisches Kirchengebäude, erbaut zwischen 1856 und 1858 nach Plänen von Joseph Caspar Jeuch. 1903/04 Verlängerung des Kirchenschiffs.               |

## Übrige Baudenkmäler
| ID   | Foto |                 | Objekt                                  | Typ | Standort                                | Beschreibung |
| ---- | ---- | --------------- | --------------------------------------- | --- | --------------------------------------- | ------------ |
| 902  | BW   | Datei hochladen | Wohnhaus (frühes 19. Jh.)               | G   | Bahnhofstrasse 82 670492 / 244854       |              |
| 904  | BW   | Datei hochladen | Wohnhaus (um 1830)                      | G   | Friedlisbergstrasse 20 670995 / 244720  |              |
| 905  | BW   | Datei hochladen | Bäuerlicher Vielzweckbau (18. Jh.)      | G   | Waldstrasse 3 671267 / 244628           |              |
| 906  | BW   | Datei hochladen | Bäuerlicher Vielzweckbau (18. Jh.)      | G   | Reinenstrasse 3 671247 / 244432         |              |
| 907B |      | Datei hochladen | Brunnen (1851)                          | K   | Oberdorfstrasse                         |              |
| 907C |      | Datei hochladen | Brunnen (1888)                          | K   | Waldstrasse                             |              |
| 908A |      | Datei hochladen | Missionskreuz (um 1900)                 | K   | Alter Friedhof                          |              |
| 908B |      | Datei hochladen | Caspar-Kochen-Kreuz (1690)              | K   | Unterdorfstrasse                        |              |
| 908C |      | Datei hochladen | Pestkreuz (1628)                        | K   | Oberwilerstrasse 69                     |              |
| 908D |      | Datei hochladen | Gehrig-Uelis-Kreuz (1853)               | K   | Oberdorfstrasse / Reinenstrasse         |              |
| 908E |      | Datei hochladen | Isaak-Gehrig-Kreuz (1892)               | K   | Oberdorfstrasse / Waldstrasse           |              |
| 908F |      | Datei hochladen | Brandkreuz (1855)                       | K   | Oberdorfstrasse 4                       |              |
| 908G |      | Datei hochladen | Moritze-Kreuz (1857)                    | K   | Rebacker / Sädelstrasse                 |              |
| 908I | BW   | Datei hochladen | Friedlisberg-Kreuz (1917)               | K   | Friedlisbergstrasse 248 671723 / 245772 |              |
| 908J |      | Datei hochladen | Wegkreuz im Feld (20. Jh.)              | K   | Im Feld                                 |              |
| 909  | BW   | Datei hochladen | Altes Schulhaus Oberberikon (1824/1865) | G   | Oberdorfstrasse 11 671133 / 244680      |              |
| 910  | BW   | Datei hochladen | Kaplanei (1926)                         | G   | Oberwilerstrasse 9 670603 / 244794      |              |
| 911  | BW   | Datei hochladen | Bäuerliches Wohnhaus (18. Jh.)          | G   | Schulstrasse 8 670614 / 244895          |              |
| 912  | BW   | Datei hochladen | Sodbrunnen                              | K   | Bahnhofstrasse 75 670515 / 244877       |              |

Legende: Siehe Legende der Liste der Kulturgüter von nationaler und regionaler Bedeutung. Anstelle der KGS-Nummer wird als Objekt-Identifikator (ID) die Inventar- oder Gebäudenummer in der Bau- und Nutzungsordnung der Gemeinde verwendet.